# Кретингские говоры

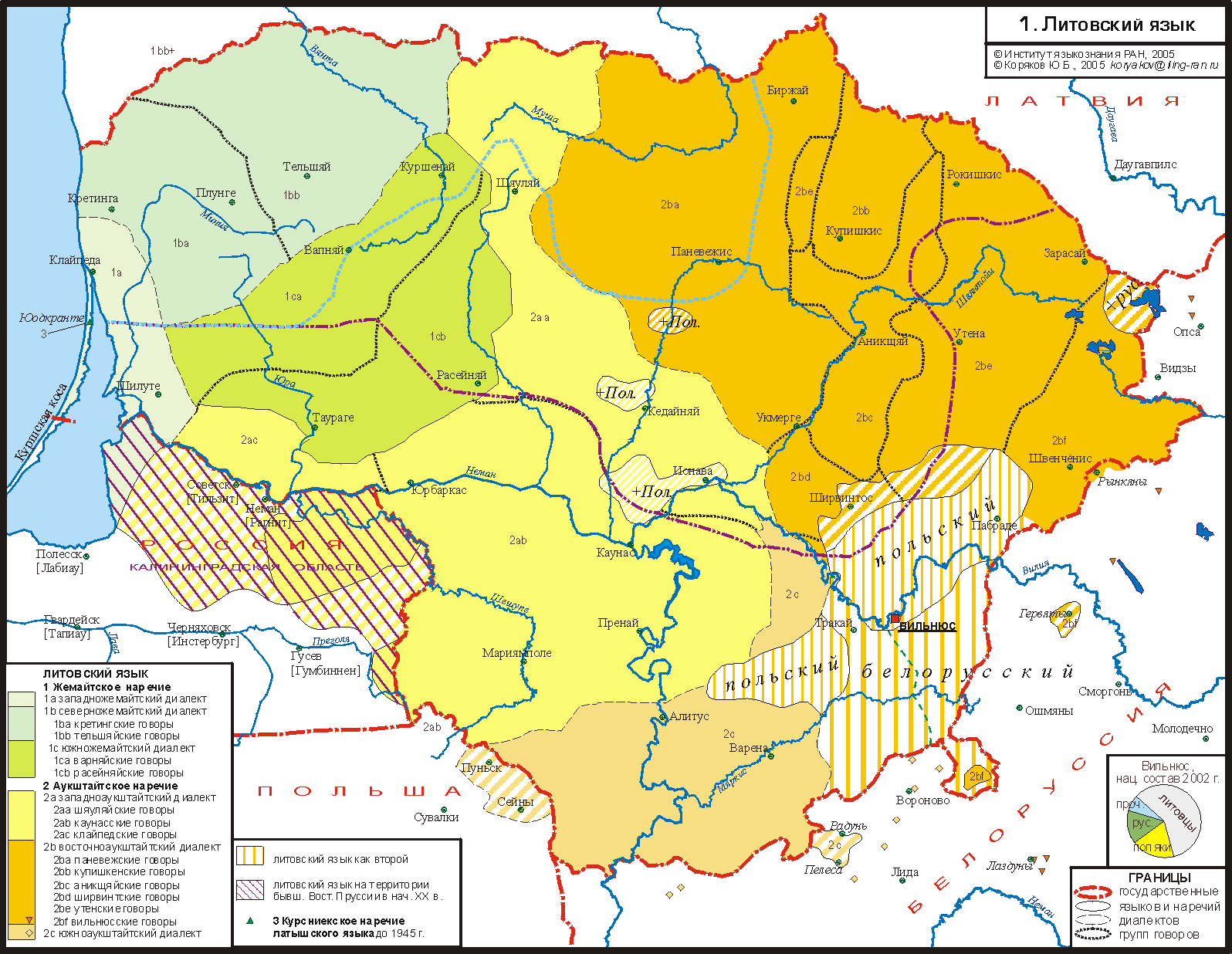
Ареал кретингских говоров на карте распространения литовского языка (по данным классификации 1964 года)

Кре́тингские го́воры (лит. kretingiškiai, латыш. kretingas izloksne; самоназвание kretingiškiai) — говоры жемайтского (нижнелитовского) наречия, распространённые в северо-западной части территории Литовской республики в окрестностях города Кретинги и к востоку от него. Входят вместе с тельшяйскими говорами в состав северножемайтского диалекта, одного из трёх жемайтских диалектов наряду с западножемайтским и южножемайтским.
Для кретингских говоров, как и для говоров Клайпеды и Тельшяя, характерна такая архаичная черта, как сохранение двойственного числа в системе склонения и спряжения: dọ geroụjo vírọ «два хороших мужчины», skaĩtova «мы вдвоём читаем».

## Область распространения
Область распространения кретингских говоров размещается в северо-западных районах историко-этнографической области Жемайтия.
Согласно современному административно-территориальному делению Литвы, ареал кретингских говоров занимает северо-западную и центральную часть территории Клайпедского уезда и западную часть территории Тельшяйского уезда.
Область распространения кретингских говоров на севере и востоке граничит с областью распространения тельшяйских говоров северножемайтского диалекта. С юга и юго-востока к ареалу кретингских говоров примыкает ареал варняйских говоров южножемайтского диалекта, с юго-запада — ареал западножемайтского диалекта. На северо-западе ареал кретингских говоров соседствует с областью распространения латышского языка.